# Donja Bitinja
Biti e Poshtme en albanais et Donja Bitinja en serbe latin (en serbe cyrillique : Доња Битиња) est une localité du Kosovo située dans la commune/municipalité de Štrpce/Shtërpcë, district de Ferizaj/Uroševac (Kosovo) ou district de Kosovo (Serbie). Selon le recensement kosovar de 2011, elle compte 383 habitants.

## Histoire
Biti e Poshtme/Donja Bitinja est mentionnée pour la première fois dans le recensement turc de 1455 ; à cette époque, le village comptait 47 foyers serbes et deux popes. L'église Saint-Théodore-Tiron, construite au XVIe siècle, conserve des fresques datées des années 1580 ; en raison de sa valeur patrimoniale, l'édifice est inscrit sur la liste des monuments culturels d'importance exceptionnelle de la République de Serbie et sur la liste des monuments culturels du Kosovo.

## Démographie

### Évolution historique de la population dans la localité
| 1948 | 1953 | 1961 | 1971 | 1981 | 1991 | 2011 |
| ---- | ---- | ---- | ---- | ---- | ---- | ---- |
| 416  | 476  | 525  | 642  | 669  | 741  | 383  |

|  |

### Répartition de la population par nationalités (2011)
En 2011, les Albanais représentaient 65,80 % de la population et les Serbes 34,20 %.